# Doulos (police de caractères)
Doulos est une police de caractères garalde créée par SIL International. SIL Doulos est créée en 1992. En 2001 Doulos SIL est créé avec un jeu de caractères plus étendu, respectant le standard Unicode, et utilisant les technologies TrueType, OpenType et Graphite. Elle est aussi redimensionnée pour mieux remplacer la police Times New Roman.